# Julie Zenatti
Julie Zenatti est une autrice-compositrice-interprète française, née le 5 février 1981 à Paris.
Révélée par son interprétation de Fleur-de-Lys dans la comédie musicale Notre-Dame de Paris, elle publie son premier album en 2000, porté par le titre Si je m'en sors. Elle a depuis publié sept autres albums studio. Sa tessiture de soprano couvre quatre 
octaves.

## Biographie

### Jeunesse
Julie Zenatti est née le 5 février 1981 à Paris, issue d'une famille d'origine italienne et juive d'Algérie,,. Son père est pianiste amateur. 
En 1994, le directeur commercial d'EMI découvre Julie Zenatti dans un karaoké de club de vacances et lui fait signer un 1er contrat. Elle enregistre un premier single "Il restera de toi" et sa Face B "Chaque seconde avec toi", deux titres signés Gerry DeVeaux, le cousin de Lenny Kravitz, ainsi que  "Mon amie pour la vie" qui est aussi enregistré en anglais. La jeune fille craque sous la pression et ses parents demandent à rompre le contrat. 
Elle enregistre en 1995 la bande originale française d'un dessin animé pour France 3, Princesse Starla et les Joyaux magiques, et participe à l'émission La Chance aux chansons en 1996. On lui propose de représenter la France à l'Eurovision, mais elle décline l'invitation.

### Notre-Dame de Paris
En 1996, Julie Zenatti assiste aux Francofolies de La Rochelle où elle découvre l'univers de la scène avec fascination. On lui présente Luc Plamondon dans les coulisses du concert de Francis Cabrel.
L'année suivante, elle auditionne pour la comédie musicale Notre-Dame de Paris. La production hésite à lui faire porter le rôle d'Esmeralda, jugé trop lourd pour une jeune fille de 15 ans : elle sera donc Fleur-de-Lys.
En 1998, elle participe au lancement de Notre-Dame de Paris à Cannes, mais ne fait pas la promotion du spectacle car elle est encore au lycée. La comédie musicale connaît un énorme succès, notamment grâce à la chanson Belle. Julie Zenatti quitte alors l'école à 17 ans pour se consacrer totalement à la musique. L'année suivante, elle joue son personnage de Fleur-de-Lys durant quelques mois au Canada puis cède sa place à Natasha St-Pier pour reprendre en France celui d'Esmeralda, en alternance avec Hélène Ségara pendant six mois.

### DeFragileàComme vous
Après avoir signé son deuxième contrat d'artiste chez Columbia, Julie Zenatti sort en 2000 son premier album, Fragile, sur lequel participent Patrick Fiori, Luck Mervil, Zazie, Calogero et Passi. Porté par le titre Si je m'en sors, l'album, tout comme le single, sont certifiés disque d'or. Julie Zenatti assure alors les premières parties de Garou, Pascal Obispo et Patrick Bruel.
Après avoir participé au titre Que serai-je demain ? en tant que membre du collectif féminin Les Voix de l'espoir, elle sort en 2002 son deuxième album, Dans les yeux d'un autre, pour lequel elle écrit et compose plusieurs titres avec Patrick Fiori, et collabore avec Maxime Le Forestier, Jacques Lanzmann et Jacques Veneruso. Soutenu par le titre La vie fait ce qu'elle veut, l'album reçoit un disque d'or et permet à la chanteuse de partir en tournée et d'intégrer la troupe des Enfoirés.
En 2004, elle publie un troisième album, Comme vous, sur lequel participent Patrick Fiori, Jean-Jacques Goldman, Axel Bauer et Lionel Florence. Porté par le titre Je voudrais que tu me consoles, l'album est certifié disque d'or et engendre une nouvelle tournée. À cette période, la chanteuse écrit également pour d'autres artistes, comme Chimène Badi, Patrick Fiori et Grégory Lemarchal.
En 2005, elle prête sa voix à Barbie dans Barbie et le Cheval magique puis en 2006 dans Barbie au bal des douze princesses, et interprète le générique de fin du film, Et tu danses.

### DeLa Boîte de PandoreàMéditerranéennes

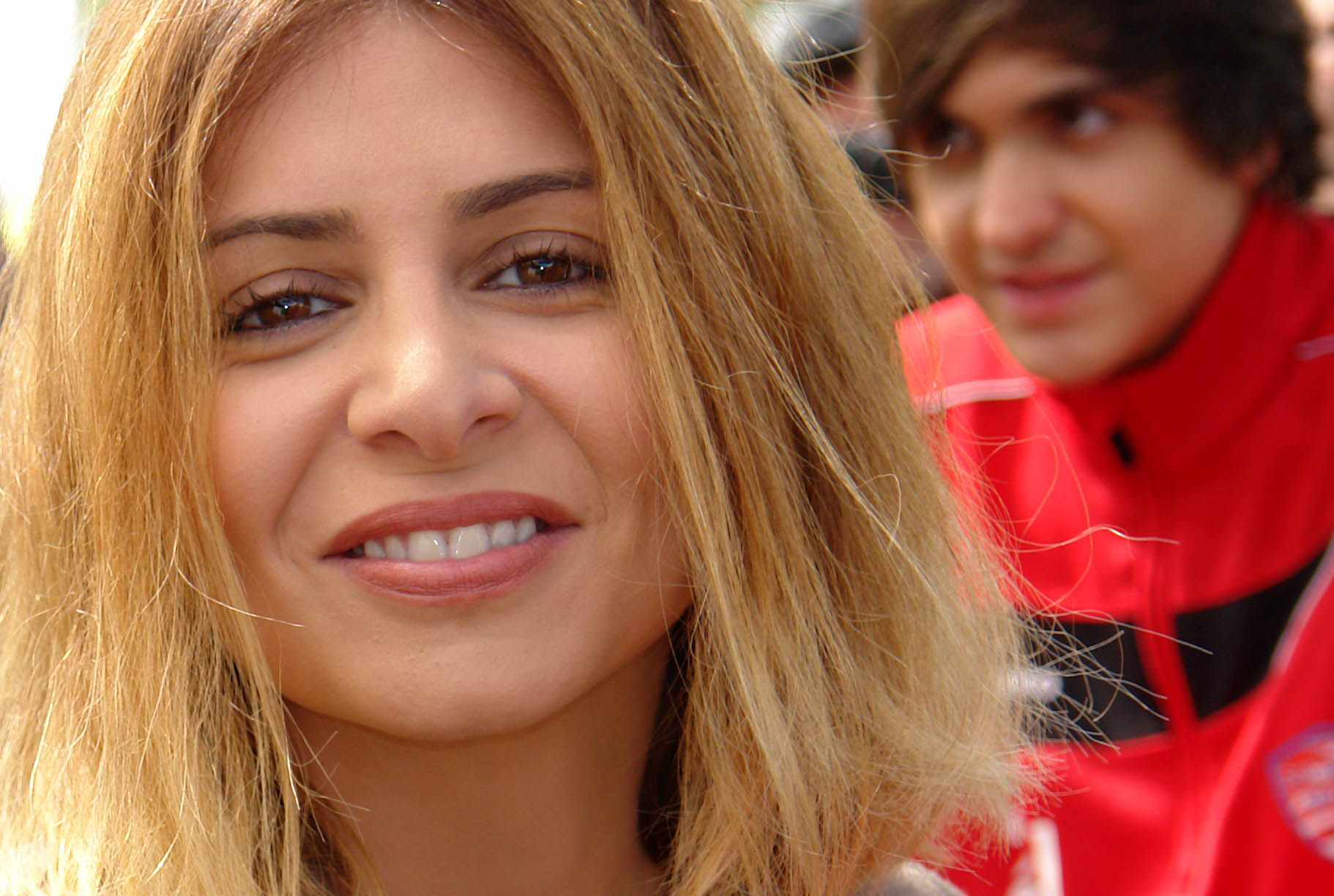
Julie Zenatti en août 2012 au Ravel.

Son quatrième album, La Boîte de Pandore, sort en 2007, soutenu par les titres (Tango) Princesse et Douce. Malgré des collaborations avec Akhenaton et MC Solaar et une nouvelle tournée sur le thème du cirque, l'album ne connaît pas le succès escompté. 
Après avoir fait les chœurs du titre Sur les remparts sur le cinquième album d'IAM, Saison 5, elle participe de septembre à décembre 2009 à la première saison de l'émission X Factor sur W9 en tant que coach, puis publie en octobre 2009 Le Journal de Julie Z qui raconte les coulisses de la comédie musicale Notre-Dame de Paris.
En 2010, elle sort son cinquième album, Plus de diva, orchestré et composé par Frédéric Château. Malgré des critiques élogieuses, l'album est un échec commercial.
Elle quitte son label Columbia et remonte sur scène, participant notamment à des concerts de Notre-Dame De Paris, les 16, 17 et 18 décembre à Bercy avec la troupe originelle.
En 2013, elle sort un EP live piano-voix intitulé Quelque part... et fait ensuite une série de concerts au Ciné 13. Elle est également invitée sur le titre Laisse-la rêver de Roch Voisine (issu de son album Duophonique) et sur Seulement l'amour de Nicolas Peyrac.
Le 9 avril 2014, Julie Zenatti sort le single D'où je viens, issu de son album Blanc qui paraît le 30 mars 2015, sur lequel ont participé Da Silva, Patrick Fiori ou encore Grégoire. S'ensuit une tournée en France et en Belgique qui commence à l'Européen et passe notamment par l'Alhambra.
Le 24 mars 2017, elle publie un album de reprises, Méditerranéennes, sur lequel elle convie plusieurs artistes comme Slimane,Claudio Capéo ou encore Enrico Macias.

### Refaire danser les fleurset lePop Tour

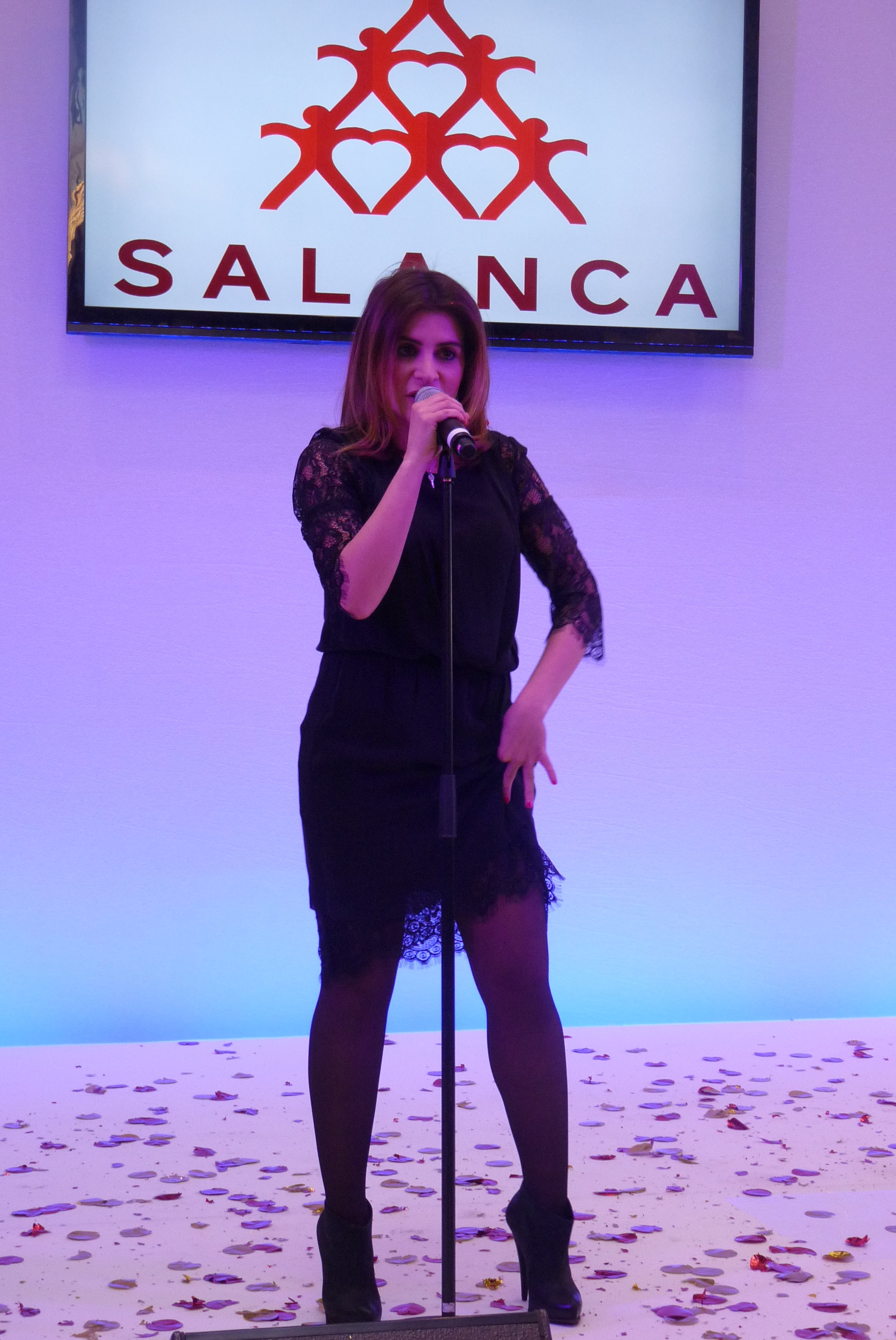
Julie Zenatti en concert le 2 avril 2013.

Après avoir quitté le label Capitol, elle publie en 2021 l'album auto-produit Refaire danser les fleurs, qui donne lieu à une nouvelle tournée, Pop Tour, incluant notamment les salles la Cigale et le Trianon. 
En 2023-2024, elle part en nouvelle tournée intitulée “Des chansons, des souvenirs et des amis". 

### Engagement politique
Julie Zenatti participe à la chanson Pour que tu sois libre créée pour l'opération La rose Marie Claire au profit de la scolarisation des petites filles défavorisées dans le monde.
En décembre 2012, elle cosigne un appel d'artistes et de personnalités artistiques en faveur du mariage homosexuel et du droit d'accès à l'adoption pour les couples homosexuels. Elle participera aux grands concerts Urgences Tchétchénie au Palace afin de lever des fonds en 2017 et 2018.
En mai 2015, Julie Zenatti participe à l'émission N’oubliez pas les paroles au profit de la Fondation pour la recherche médicale. Elle est accompagnée de Claire Keim, Alix Poisson, Arnaud Ducret, Florent Peyre et Keen'V.
Le 19 décembre 2018, plus de 70 célébrités se mobilisent à l'appel de l'association Urgence Homophobie. Julie Zenatti est l'une d'elles et apparaît dans le clip de la chanson De l'amour.
Julie Zenatti participe au premier concert Soyons des héroïnes sur internet destiné à aider La Maison des femmes. Elle prend part au single Debout les femmes.

### Participations à la télévision
En 2019, elle participe à l'émission Mask Singer sur TF1, cachée sous le costume du panda et se classe 3e de la compétition.
En 2020, elle est candidate aux Reines du shopping, sur M6, face à Hapsatou Sy, Emmanuelle Rivassoux, Roselyne Bachelot et Julia Vignali (semaine qui a pour thème « Misez sur une pièce métallisée »). Elle y défend l'Association Grégory Lemarchal.
Début 2025, Julie Zenatti est candidate dans la saison 14 de Danse avec les stars sur TF1 avec Adrien Caby comme partenaire de danse.

## Vie privée

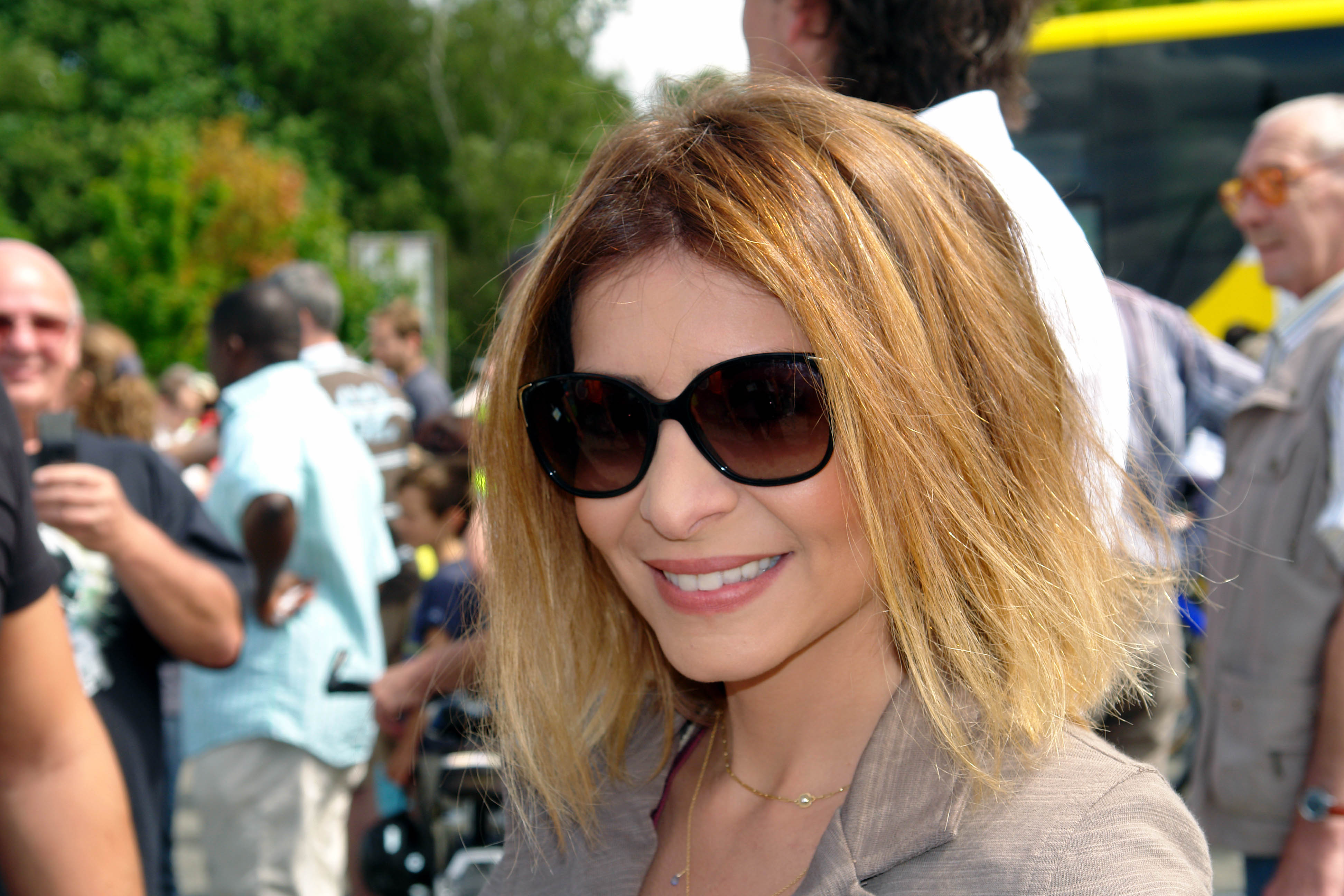
Julie Zenatti en août 2012 au Ravel (Belgique).

Pendant 7 ans, elle partage sa vie avec Patrick Fiori, rencontré sur la comédie musicale Notre-Dame de Paris.
Après plusieurs années de vie commune, elle se marie à la mairie du 9e arrondissement de Paris le 13 février 2016, avec Benjamin Bellecourt. De cette union naît le 14 janvier 2011, sa fille Ava. En juin 2017, elle annonce attendre leur deuxième enfant. Le 27 septembre 2017, elle donne naissance à leur deuxième enfant, un garçon prénommé Elias.
En octobre 2022, elle évoque avoir souffert d'une fausse couche quelques années auparavant.

## Discographie

### Albums studio
- 2000 : Fragile
- 2002 : Dans les yeux d'un autre
- 2004 : Comme vous
- 2007 : La Boîte de Pandore
- 2010 : Plus de diva
- 2015 : Blanc
- 2017 : Méditerranéennes
- 2021 : Refaire danser les fleurs
- 2025 : Le Chemin

### Album Live
- 2013 : Quelque part…

### Singles
- 1995 : Il restera de toi
- 1996 : Mon ami pour la vie
- 2000 : Si je m'en sors
- 2000 : Why
- 2000 : Le couloir de la vie (avec Passi)
- 2002 : La vie fait ce qu'elle veut
- 2003 : Dans les yeux d'un autre
- 2003 : T'emmener en amour
- 2004 : Je voudrais que tu me consoles
- 2005 : Couvre-moi
- 2005 : À quoi ça sert
- 2007 : Princesse
- 2007 : Douce
- 2008 : Si le temps me permettait
- 2010 : L'Herbe tendre
- 2010 : Comme une geisha
- 2010 : Venise 2037
- 2014 : D'où je viens
- 2015 : Les amis
- 2015 : Pars sans rien dire
- 2015 : Je ne t'en veux pas (avec Grégoire)
- 2016 : La Vérité
- 2016 : Là où nous en sommes
- 2016 : Zina ici ou là bas (avec Chimène Badi)
- 2017 : Beautiful Tango (avec Sofia Essaïdi et Nawel Ben Kraiem)
- 2019 : Tout est plus pop
- 2020 : Refaire danser les fleurs
- 2020 : Paisiblement fou
- 2021 : Rien de spécial (avec Rose)
- 2022 : Déhanche
- 2025 : Demain

### Autres
- 2000 : Noël ensemble
- 2001 : Que serais-je demain ? (avec Les Voix de l'espoir)
- 2003-2009 : Les Enfoirés
- 2004 : Le Cœur des Femmes - Association Laurette Fugain
- 2007 : Sans famille (opéra populaire de Jean-Claude Petit et Pierre Grosz)
- 2004 : La chanson des vieux amants et Je t'aimais, je t'aime et je t'aimerai (sur l'album Le cœur des femmes)
- 2005 : Lettre à France et Rendez-moi le silence (sur l'album 500 choristes avec...)
- 2005 : Comme un printemps (Bande originale du film Barbie et le Cheval magique)
- 2007 : Pour que tu sois libre (avec Anggun, Leslie, Natasha St-Pier et Jennifer McCray)
- 2009 : Le Sud (sur l'album hommage à Nino Ferrer : Nino)
- 2013 : Laisse-la rêver (avec Roch Voisine sur son album Duophonique)
- 2013 : Je me sens pas belle (avec Helmut Fritz sur son album Décalage immédiat)
- 2013 : Seulement l'amour qui vaille la peine (avec Nicolas Peyrac sur son album Et nous voilà !)
- 2013 : Calling you et Enfants (avec Salvatore Adamo sur son album Tous en coeur)
- 2014 : L'envie d'aimer (avec Liane Foly, Chimène Badi et Hélène Ségara sur l'album Kiss and Love pour le Sidaction)
- 2014 : Chanter pour celles  (album)
- 2015 : Conte musical Martin et les fées
- 2017 : Le cœur des femmes (avec Tony Carreira)
- 2018 : Debout les femmes
- 2018 : De l'amour (pour Urgence homophobie)

## Télévision
- 2003, 2016, 2017 : Le Grand Blind Test sur France 2 puis TF1 : candidate
- 2009 : X Factor sur W9 : jurée
- 2010, 2013, 2015, 2017, 2018 : N'oubliez pas les paroles ! sur France 2
- 2015 : L'Œuf ou la Poule ? sur D8 : participante
- 2015 et 2020 : Pop Show sur France 2 : candidate
- 2017 : Tout le monde joue sur France 2
- 2019 : Mask Singer (saison 1) sur TF1 : candidate sous le costume du Panda
- 2020 : Les Reines du shopping, Spéciale Célébrités sur M6
- 2020 : Mask Singer (saison 2) sur TF1 :          1 épisode
- 2020-2021 : Good Singers (saisons 1 et 2) sur TF1 : participante
- 2024 : 100 % logique sur France 2
- 2025 : Danse avec les stars (saison 14) sur TF1

## Publication
- Le Journal de Julie Z, éd. Marque-Pages, 2009

## Galerie

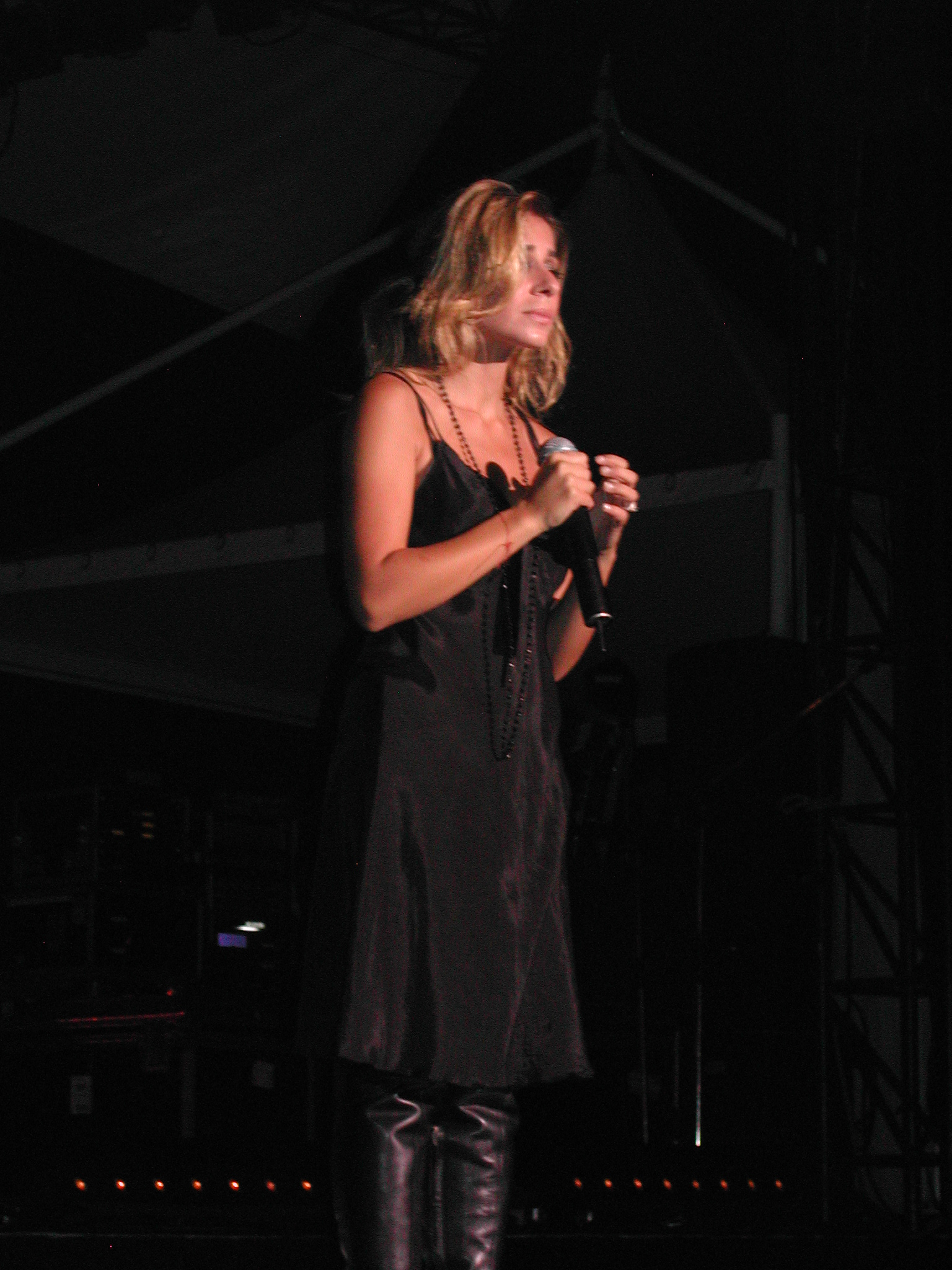
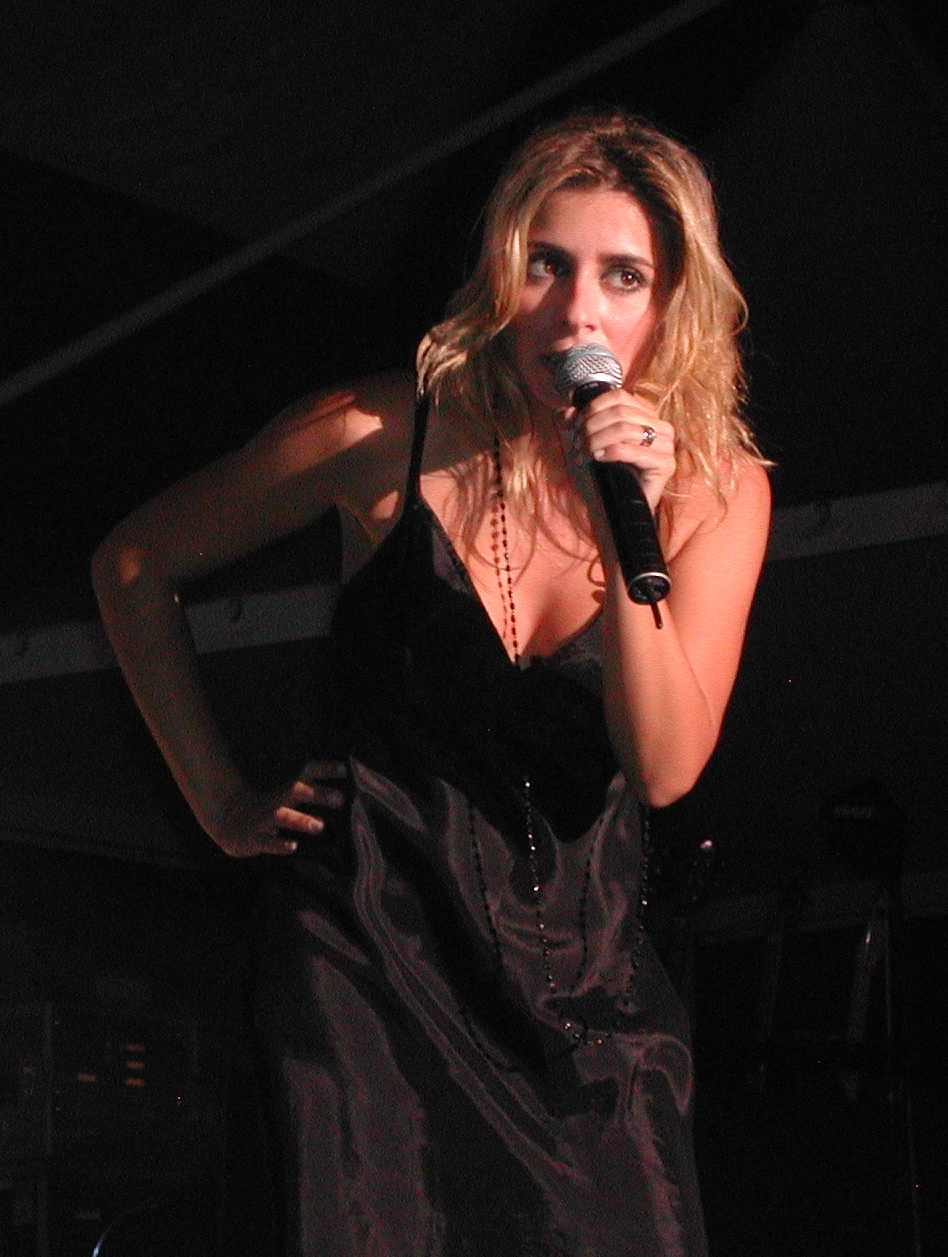